# Leather Goddesses of Phobos
Leather Goddesses of Phobos (ook wel LGOP) is een computerspel dat werd ontwikkeld en uitgegeven door Infocom. Het spel kwam in 1986 uit voor verschillende homecomputers van die tijd. Het spel is een tekstadventure met humor. Het spel speelt zich af in het jaar 1936. Je wordt plotseling ontvoerd door leergodinnen en moet zien te ontsnappen om de mensheid te redden. De mate van ondeugendheid van het spel kan ingesteld worden van Tam (G), Suggestief (PG) tot Grof (R).

## Releases
- Amiga (1986)
- Amstrad CPC (1986)
- Apple II (1986)
- Atari 8-bit (1986)
- Atari ST (1986)
- Commodore 64 (1986)
- DOS (1986)
- Macintosh (1986)

## Ontvangst
| Beoordeeld door          | Platform     | Datum          | Score |
| ------------------------ | ------------ | -------------- | ----- |
| Happy Computer           | Commodore 64 | november 1986  | 88%   |
| Amiga Action             | Amiga        | januari 1991   | 83%   |
| Adventure Classic Gaming | DOS          | 1 oktober 2012 | 80%   |
| SPAG                     | DOS          | 2 maart 1995   | 72%   |
| Amiga Joker              | Amiga        | november 1993  | 69%   |
| All Game Guide           | Macintosh    | 1998           | 50%   |